# 姚璇秋
姚璇秋（1935年7月15日—2022年7月2日），广东澄海人，中国潮剧表演艺术家，工青衣。代表作有《荔镜记》、《苏六娘》等。

## 生平

### 艺术生涯
1952年，姚璇秋在澄海县城阳春儒乐社唱潮曲，被正顺潮剧团主管业务的陈炳光挖掘到。但因其哥哥牵涉到一个案件，姚璇秋在那个年代受到株连，当地政府不愿出具证明将她的户口迁出去。直到在时潮汕文联主席林山的干预下，姚璇秋于1953年4月才到汕头大观园戏院报到才算进入剧团，这才开始其潮剧生涯。1956年到广东潮剧团工作（即后来的广东潮剧院）。之后她在受到了“教戏王”徐乌辫（徐陈拱）第三代传人杨其国唱念训练、以及黄蜜、陆金龙的基本功和关目动作训练。接受不到八个月的训练后，姚璇秋就正式登台演出。出演生旦戏《扫窗会》，与名噪一时的名角马八主演的花脸戏《搜楼》、洪妙主演的老旦戏《杨令婆辩十本》，谢大目主演的丑角戏《失印》一起上广州向省里进行汇报演出。

## 艺术成就
- 1957年她主演的《扫窗会》进京到中南海为中国领导人演出，演出结束后，毛泽东、刘少奇、周恩来等上台接见了全体演职员[3]。随后到上海、杭州等地作巡回演出。

## 主要作品
- 潮剧电影《苏六娘》、《荔镜记》
- 中国电视剧《家园》潮剧顾问
- 录像片潮剧《辞郎洲》、《万山红》、《梅亭雪》、《袁崇焕》、《春草闯堂》、《杨乃武与小白菜》、《江姐》等

## 相关著作
林淳钧、许实铭合著的《姚璇秋》